# Tom Spring (rugby à XV)
Pour les articles homonymes, voir Spring.
Ne doit pas être confondu avec son frère Max Spring.
Pas d'image ? Cliquez ici

a Compétitions nationales et continentales officielles uniquement.

b Matchs officiels uniquement.
Dernière mise à jour le 15 juillet 2025.
Tom Spring, né le 26 septembre 2002 à Saint-Palais (France), est un joueur international français de rugby à XV qui évolue principalement aux postes d'arrière ou d'ailier à l'Aviron bayonnais.

## Biographie
Tom Spring naît le 26 septembre 2002 à Saint-Palais en Basse-Navarre au sein d'une famille composée d'une mère basque originaire d'Ahaxe, Marylène, infirmière libérale, et d'un père néo-zélandais, Sean, joueur de rugby à XV. Son frère aîné Max est lui aussi joueur professionnel de rugby à XV, au Racing 92, et son frère jumeau Sam joue à l'US Nafarroa.
Tom Spring commence la pratique du rugby à l'US Nafarroa à l'âge de six ans en 2008, et pratique en parallèle la pelote basque. À l'âge de dix-sept ans, il dispute son premier match avec l'équipe première de l'US Nafarroa.
Il arrive à l'Aviron bayonnais au cours de la saison 2020-2021 en bénéficiant d'un tutorat entre l'Aviron et son club formateur.
Le 3 septembre 2022, il dispute son premier match en professionnel avec l'Aviron bayonnais sur le terrain du RC Toulon en Top 14, en remplaçant Teiva Jacquelain à un quart d'heure du terme de la rencontre. Il est titularisé pour la première fois le 17 décembre 2022 lors d'un match de Challenge Cup face au Benetton Trévise. Le 15 avril 2023, il est titularisé pour la première fois en Top 14 sur le terrain du Stade rochelais. Il dispute la première rencontre face à son frère Max lors d'une rencontre contre le Racing 92, remportée par le club francilien sur le score de 55 à 14.
À l'occasion de la saison 2023-2024, un prêt au RC Vannes en Pro D2 est évoqué, mais Tom Spring reste finalement à l'Aviron bayonnais.
Au cours de la saison 2024-2025, son temps de jeu augmente grandement et Spring devient un titulaire régulier du quinze bayonnais. La saison est ponctuée par une qualification de l'Aviron bayonnais pour les phases finales du Top 14 pour la première fois depuis 33 ans. En barrages face à l'ASM Clermont à domicile, Tom Spring inscrit le seul essai de la rencontre après un exploit personnel, menant à la victoire 20 à 3 pour la première qualification du club en demi-finale depuis 42 ans.

## Statistiques en équipe nationale
Au 15 juillet 2025, Tom Spring compte 1 cape en équipe de France, dont 1 en tant que titulaire, depuis le 5 juillet 2025 contre la Nouvelle-Zélande.
| Année | Compétition | Matchs | Points | Essais |
| ----- | ----------- | ------ | ------ | ------ |
| 2025  | Test matchs | 1      | 0      | 0      |
| Total | Total       | 1      | 0      | 0      |